# Giuseppe Farina (imprenditore)
Giuseppe Farina, detto Giussy (Gambellara, 25 luglio 1933 – Zevio, 22 aprile 2025), è stato un imprenditore e dirigente sportivo italiano, noto soprattutto per essere stato presidente del Lanerossi Vicenza e del Milan e proprietario del Padova. 
Inoltre durante il periodo da presidente del L.R. Vicenza è stato proprietario delle squadre-satellite dei berici Audace San Michele Extra, Valdagno, Legnago, Schio, Rovigo e Belluno.

## Biografia
Di origini contadine, si laureò all'Università degli Studi di Padova in Giurisprudenza e riuscì ad affermarsi come imprenditore, arrivando alla presidenza del Lanerossi Vicenza nel 1968, pur possedendo solamente il 2% delle azioni societarie. Guidò il L.R. Vicenza per dodici anni, ottenendo salvezze miracolose come quella del 1973 con una vittoria in trasferta a Bergamo all'ultima giornata e portando il Lanerossi ai vertici del calcio nazionale con il secondo posto del 1978.

### Padova
Nell'estate del 1975 acquistò da Marino Boldrin il Calcio Padova per 393 milioni di lire, anche se l'ufficialità dell'affare verrà a galla solo il 31 gennaio 1978. Rimarrà proprietario del Calcio Padova fino al giugno 1979 quando cede a Ivo Antonino Pilotto prima il 60% delle azioni biancoscudate e successivamente il restante 40%. Molto abile nell'acquisto dei giocatori, seppe rivitalizzare campioni alla fine della carriera come Sormani o Cinesinho, nonché ottenere giovani validi su cui puntare, un nome su tutti Paolo Rossi.

### Vicenza
Il suo declino a Vicenza è legato proprio al giocatore che era il suo pupillo: nel braccio di ferro con la Juventus dell'estate 1978 si arrivò alle buste per risolvere la comproprietà e Farina scrisse la cifra di 2.612 milioni contro un'offerta piuttosto bassa della Juventus. Si trattava della più grossa valutazione per un calciatore all'epoca e gli oltre due miliardi e mezzo sborsati causarono un grave buco nelle casse di una società di provincia. Per finanziare l'acquisto Farina tentò la strada degli abbonamenti biennali anziché annuali alle partite del Lanerossi. Paolo Rossi seguirà poi Farina anche nelle sue avventure come presidente del Milan. Negli anni precedenti un'altra busta a risoluzione di una comproprietà fu clamorosa, quella per Paride Tumburus; Farina riuscì a stare sotto l'offerta del Rovereto di appena 20 lire.

### Milan
Farina fu costretto a lasciare la società (al figlio Francesco Farina) nel gennaio 1981, con un "buco" di bilancio molto consistente, per poi ritentare l'avventura al Milan nel 1982, acquistando da Colombo la società a pochi mesi dalla retrocessione in Serie B. Dopo la facile promozione dell'anno successivo (allenatore Castagner), la prima stagione di Serie A non fu fortunatissima (e registrò il fallimento dello "straniero" Blissett) e andò molto meglio nella seconda (altri due inglesi: la rivelazione Hateley e Wilkins). Con l'arrivo di Nils Liedholm in panchina (e Agostino Di Bartolomei) giunse anche la partecipazione alla Coppa UEFA, ma il suo periodo rossonero si chiuse senza molta fortuna nel 1986, quando la società fu presa in consegna da Silvio Berlusconi a un passo dal fallimento.
Nel 2006 tentò di costituire una cordata per rilevare l'Hellas Verona, iniziativa che però non ebbe seguito dopo che la società scaligera trovò un acquirente nel conte Pietro Arvedi d'Emilei.
Nel 2010 tentò di rilevare il Venezia, ma all’ultimo si tirò indietro senza concludere la trattativa.

## Curiosità
- Nell'autobiografia del suo pupillo Paolo Rossi, Ho fatto piangere il Brasile, ammette che il troppo amore per quel giocatore l'ha portato a commettere il più grosso errore della sua carriera, tenerlo a Vicenza. Scherzosamente poi ribadisce che il secondo errore è stato riprenderlo al Milan, quando ormai era alla fine della carriera, pur sentendo il dovere morale di dargli ancora fiducia.